# Buc (Yvelines)
Pour les articles homonymes, voir Buc.
Buc est une commune française du département des Yvelines, dans la région Île-de-France.
Ses habitants sont appelés les Bucois.

## Géographie
La commune se situe à 21 km au sud-ouest de Paris.
Le vieux village et une partie de la ville se trouve dans la vallée de la Bièvre à une altitude de 100 m environ.
La plupart des quartiers résidentiels se trouve sur le plateau de Saclay quelque 50 m plus haut.
Les communes limitrophes en sont Versailles au nord, Jouy-en-Josas au nord-est, Les Loges-en-Josas au sud-est, Toussus-le-Noble au sud, Châteaufort à l'extrême sud-ouest sur environ 400 mètres et Guyancourt à l'ouest.
La commune est traversée selon un axe nord-sud par la route départementale 938 (Versailles - Saint-Rémy-lès-Chevreuse).
Au plan ferroviaire, les stations SNCF les plus proches sont la gare de Versailles-Chantiers et la gare de Petit Jouy - Les Loges.
La commune est desservie : 
- par les lignes 6160, 6161, 6162, 6163, 6164, 6172, 6173, 6174, 6176, 6177, 6179, 6180, 6181, 6182, 6183 et 6184 du réseau de bus de Vélizy Vallées ;
- par la ligne 6284 du réseau de bus Grand Versailles ;
- par les lignes 5189 et 5196 du réseau de bus de Saint-Quentin-en-Yvelines ;
- par la ligne 10 du réseau de bus Paris-Saclay ;
- par les lignes 5288 du réseau de bus Centre et Sud Yvelines.

### Climat
Pour des articles plus généraux, voir Climat de l'Île-de-France et Climat des Yvelines.
En 2010, le climat de la commune est de type climat océanique dégradé des plaines du Centre et du Nord, selon une étude du CNRS s'appuyant sur une série de données couvrant la période 1971-2000. En 2020, Météo-France publie une typologie des climats de la France métropolitaine dans laquelle la commune est exposée à un climat océanique altéré et est dans la région climatique  Sud-ouest du bassin Parisien, caractérisée par une faible pluviométrie, notamment au printemps (120 à 150 mm) et un hiver froid (3,5 °C). 
Pour la période 1971-2000, la température annuelle moyenne est de 11,1 °C, avec une amplitude thermique annuelle de 15,3 °C. Le cumul annuel moyen de précipitations est de 672 mm, avec 10,9 jours de précipitations en janvier et 8,1 jours en juillet. Pour la période 1991-2020, la température moyenne annuelle observée sur la station météorologique la plus proche, située sur la commune de Toussus-le-Noble à 3 km à vol d'oiseau, est de 11,5 °C et le cumul annuel moyen de précipitations est de 677,0 mm,. Pour l'avenir, les paramètres climatiques de la commune estimés pour 2050 selon différents scénarios d'émission de gaz à effet de serre sont consultables sur un site dédié publié par Météo-France en novembre 2022.
| Mois                                  | jan.             | fév.             | mars           | avril           | mai           | juin           | jui.           | août          | sep.           | oct.            | nov.             | déc.           | année      |
| ------------------------------------- | ---------------- | ---------------- | -------------- | --------------- | ------------- | -------------- | -------------- | ------------- | -------------- | --------------- | ---------------- | -------------- | ---------- |
| Température minimale moyenne (°C)     | 1,6              | 1,4              | 3,5            | 5,5             | 8,9           | 12,1           | 13,9           | 13,6          | 10,6           | 8               | 4,5              | 2,1            | 7,1        |
| Température moyenne (°C)              | 4,2              | 4,7              | 7,8            | 10,6            | 14,1          | 17,4           | 19,6           | 19,4          | 15,8           | 11,9            | 7,4              | 4,6            | 11,5       |
| Température maximale moyenne (°C)     | 6,7              | 8                | 12,1           | 15,8            | 19,3          | 22,8           | 25,2           | 25,2          | 21             | 15,9            | 10,4             | 7,1            | 15,8       |
| Record de froid (°C) date du record   | −17,4 17.01.1985 | −12,8 07.02.1991 | −10,2 13.03.13 | −5,1 12.04.1986 | −2 03.05.1967 | 1,6 04.06.1991 | 4,9 09.07.1965 | 4,7 21.08.14  | 1,1 30.09.1995 | −4,2 30.10.1985 | −11,3 30.11.1969 | −14 31.12.1970 | −17,4 1985 |
| Record de chaleur (°C) date du record | 15,1 28.01.02    | 21,1 27.02.19    | 25,1 31.03.21  | 28,3 20.04.18   | 31,7 27.05.05 | 37,5 21.06.17  | 40,8 25.07.19  | 39,3 12.08.03 | 35,1 09.09.23  | 29,8 01.10.1985 | 20,7 01.11.14    | 16,7 07.12.00  | 40,8 2019  |
| Précipitations (mm)                   | 55,3             | 46,9             | 49,5           | 49,6            | 68,2          | 55,4           | 53,3           | 58,2          | 52,1           | 61,3            | 60,8             | 66,4           | 677        |

## Urbanisme

### Typologie
Au 1er janvier 2024, Buc est catégorisée ceinture urbaine, selon la nouvelle grille communale de densité à sept niveaux définie par l'Insee en 2022.
Elle appartient à l'unité urbaine de Paris, une agglomération inter-départementale regroupant 407  communes, dont elle est une commune de la banlieue,,. Par ailleurs la commune fait partie de l'aire d'attraction de Paris, dont elle est une commune de la couronne,. Cette aire regroupe 1 929 communes,.

### Occupation des sols
Le tableau ci-dessous présente l'occupation des sols de la commune en 2018, telle qu'elle ressort de la base de données européenne d’occupation biophysique des sols Corine Land Cover (CLC).
| Type d’occupation                                              | Pourcentage | Superficie (en hectares) |
| -------------------------------------------------------------- | ----------- | ------------------------ |
| Tissu urbain discontinu                                        | 17,6 %      | 141                      |
| Zones industrielles ou commerciales et installations publiques | 11,3 %      | 91                       |
| Équipements sportifs et de loisirs                             | 11,6 %      | 93                       |
| Terres arables hors périmètres d'irrigation                    | 15,1 %      | 121                      |
| Prairies et autres surfaces toujours en herbe                  | 1,5 %       | 121                      |
| Forêts de feuillus                                             | 43,0 %      | 345                      |
| Source : Corine Land Cover                                     |             |                          |

### Habitat et logement
En 2019, le nombre total de logements dans la commune était de 2 777, alors qu'il était de 2 340 en 2014 et de 2 124 en 2009.
Parmi ces logements, 92,2 % étaient des résidences principales, 4 % des résidences secondaires et 3,7 % des logements vacants. Ces logements étaient pour 47,4 % d'entre eux des maisons individuelles et pour 48,8 % des appartements.
Le tableau ci-dessous présente la typologie des logements à Buc en 2019 en comparaison avec celle des Yvelines et de la France entière. Une caractéristique marquante du parc de logements est ainsi une proportion de résidences secondaires et logements occasionnels (4 %) supérieure à celle du département (2,6 %) et inférieure à celle de la France entière (9,7 %). Concernant le statut d'occupation de ces logements, 66,2 % des habitants de la commune sont propriétaires de leur logement (73,3 % en 2014), contre 58,6 % pour les Yvelines et 57,5 pour la France entière.
| Typologie                                               | Buc  | Yvelines | France entière |
| ------------------------------------------------------- | ---- | -------- | -------------- |
| Résidences principales (en %)                           | 92,2 | 91       | 82,1           |
| Résidences secondaires et logements occasionnels (en %) | 4    | 2,6      | 9,7            |
| Logements vacants (en %)                                | 3,7  | 6,4      | 8,2            |

## Toponymie
Le nom de la localité est attesté sous les formes Buscum en 1152, de Busco en 1159, Buccum entre 1223 et 1352, Bucum entre 1458 et 1470, Buc au XVIe siècle.
Le nom de Buc est issu du germanique *busku variante de bosc (fourré) au sens de « terrain couvert de fourrés, de buissons ».

## Histoire

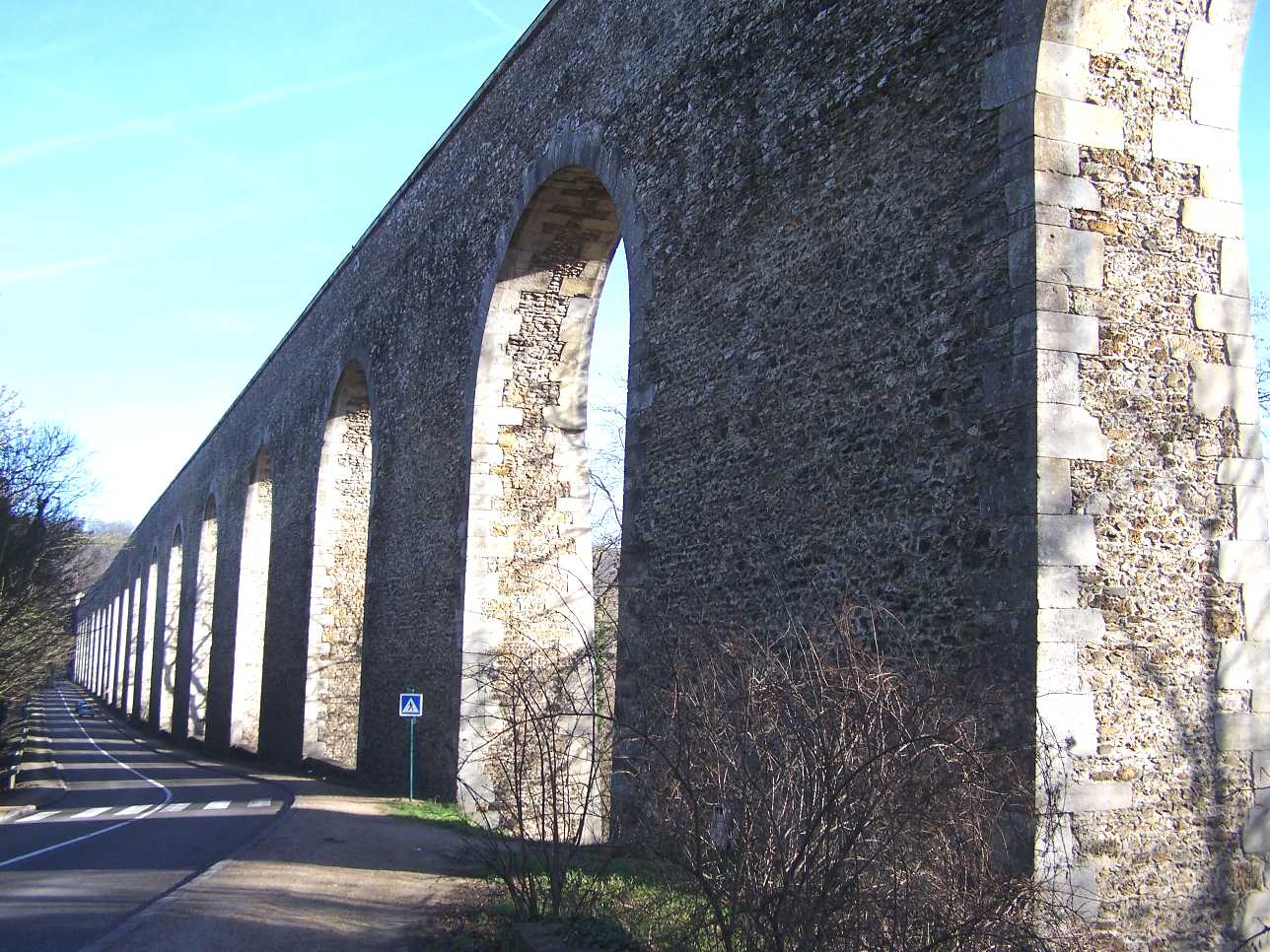
Les arcades de l'aqueduc le long de la RD 938.

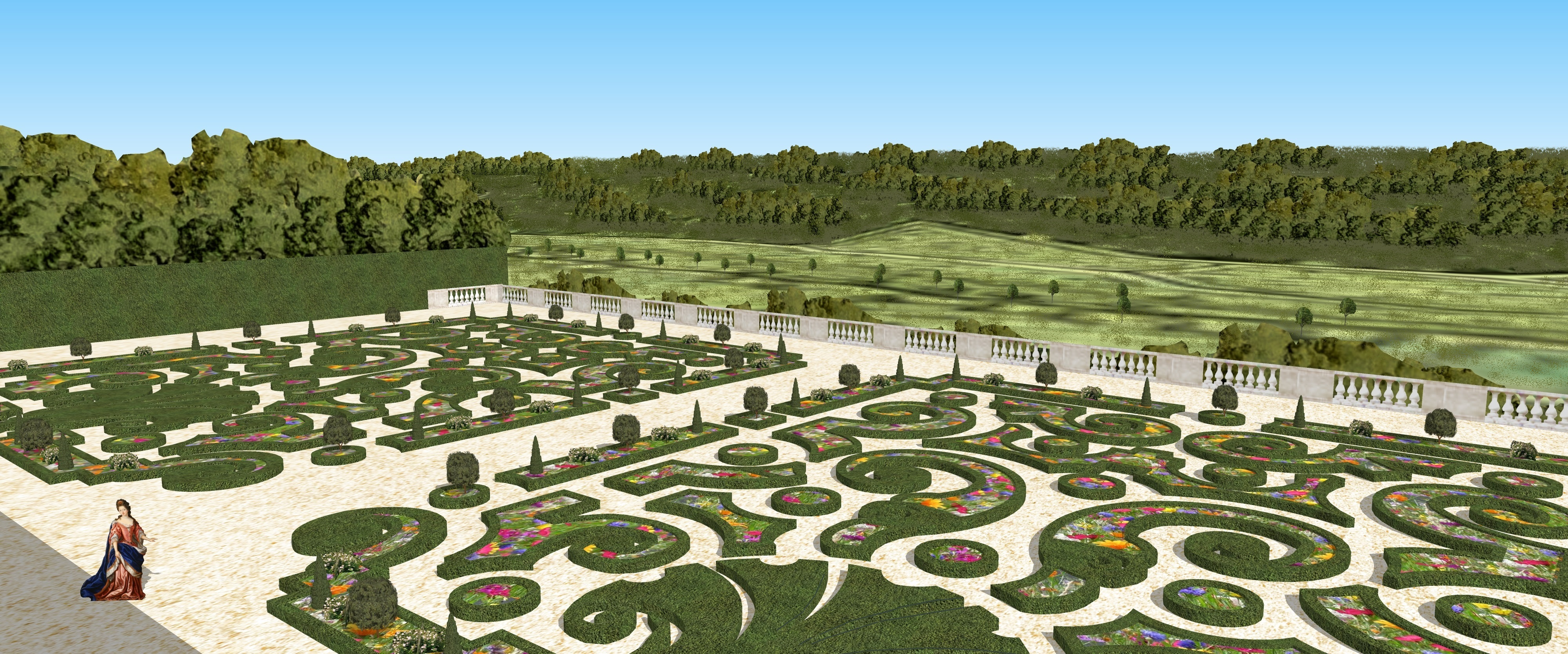
Restitution de la vue sur le parterre de la maison seigneuriale de Buc (78), vers 1700

- Territoire rattaché au domaine de Versailles en 1660 et fréquenté par Louis XIV lors de ses parties de chasse.
- 1684-1686 : travaux de construction de l'aqueduc de Buc[15].
- 1874-1879 : construction du fort du Haut-Buc.
- 25 juillet 1909 : installation de Louis Blériot sur 200 hectares ; il implante son aérodrome privé et, en 1913, une école de pilotage[16].

## Politique et administration

### Rattachements administratifs et électoraux
Rattachements administratifs
Antérieurement à la loi du 10 juillet 1964, la commune faisait partie du département de Seine-et-Oise. La réorganisation de la région parisienne en 1964 fit que la commune appartient désormais au département des Yvelines et à son arrondissement de Versailles après un transfert administratif effectif au 1er janvier 1968.
Elle faisait partie depuis 1801 du canton de Versailles-Sud. Dans le cadre du redécoupage cantonal de 2014 en France, cette circonscription administrative territoriale a disparu, et le canton n'est plus qu'une circonscription électorale.
Rattachements électoraux
Pour les élections départementales, la commune fait partie depuis 2014 du canton de Versailles-2.
Pour l'élection des députés, elle fait partie de la deuxième circonscription des Yvelines.

### Intercommunalité
La commune est membre de la communauté d'agglomération Versailles Grand Parc, un établissement public de coopération intercommunale (EPCI) à fiscalité propre créé fin 2002 et auquel la commune a transféré un certain nombre de ses compétences, dans les conditions déterminées par le code général des collectivités territoriales.

### Tendances politiques et résultats
Au premier tour des élections municipales de 2014 dans les Yvelines, la liste UMP-UDI menée par le maire sortant Jean-Marc Le Rudulier obtient la majorité absolue des suffrages exprimés, avec 1 347 voix (52,22 %, 22 conseillers municipaux dont 2 communautaires), devançant très largement les listes menées respectivement par : 

- Jean-Marie Danjou (SE, 861 voix, 33,38 %, 5 conseillers municipaux élus) ; 

- Philippe Saury (DVD, 371 voix, 14,38 %, 2 conseillers municipaux élus) ;

Lors de ce scrutin, 38,21 % des électeurs se sont abstenus 
Lors du second tour des élections municipales de 2020 dans les Yvelines, la SE menée par Stéphane Grasset obtient la majorité absolue des suffrages exprimés, avec 1 224 voix, 52,59 %, 22 conseillers municipaux élus dont 1 communautaire), devançant de 121 voix celle DVD menée par Juliette Espinos (1 103 voix, 47,40 %, 7 conseillers municipaux élus).
La liste LR menée par le maire sortant Jean-Marc Le Rudulier, qui était arrivée troisième au premier tour, avec 443 voix, s'est retirée et n'a pas participé au second tour.
Lors de ce scrutin marqué par la pandémie de Covid-19 en France, 46,66 % des électeurs se sont abstenus.

### Distinctions et labels
En 2005, la commune a reçu le label « Ville Internet @@ » puis en 2008 et 2010 « Ville Internet @@@ »,.

### Jumelages
Bad Schwalbach (Allemagne) - voir (de) Bad Schwalbach

## Équipements et services publics

### Enseignement
Buc héberge le lycée franco-allemand de Buc, l’un des cinq lycées franco-allemands et l'un des deux situé en France, délivrant un baccalauréat franco-allemand. La ville possède également trois écoles primaires (une dans le Bas Buc et deux dans le Haut Buc) ainsi que le collège Martin-Luther-King qui propose des classes bi-langues allemand-anglais à partir de la sixième et une section bilingue anglophone. La section anglophone se poursuit au lycée franco-allemand et débouche sur le Baccalauréat OIB.
L'école élémentaire publique Louis-Blériot de Buc possédait durant l'année scolaire 2021-2022 la première place de toutes les écoles de France dans l'indice de position sociale (IPS) avec un indice de 155,6.

## Population et société

### Démographie

#### Évolution démographique
L'évolution du nombre d'habitants est connue à travers les recensements de la population effectués dans la commune depuis 1793. Pour les communes de moins de 10 000 habitants, une enquête de recensement portant sur toute la population est réalisée tous les cinq ans, les populations de référence des années intermédiaires étant quant à elles estimées par interpolation ou extrapolation. Pour la commune, le premier recensement exhaustif entrant dans le cadre du nouveau dispositif a été réalisé en 2006.

En 2022, la commune comptait 5 868 habitants, en évolution de +1,5 % par rapport à 2016 (Yvelines : +2,72 %, France hors Mayotte : +2,11 %).
| 1793 | 1800 | 1806 | 1821 | 1831 | 1836 | 1841 | 1846 | 1851 |
| ---- | ---- | ---- | ---- | ---- | ---- | ---- | ---- | ---- |
| 618  | 644  | 524  | 577  | 610  | 625  | 567  | 576  | 526  |

| 1856 | 1861 | 1866 | 1872 | 1876 | 1881 | 1886 | 1891 | 1896 |
| ---- | ---- | ---- | ---- | ---- | ---- | ---- | ---- | ---- |
| 548  | 297  | 532  | 543  | 709  | 685  | 764  | 730  | 737  |

| 1901 | 1906 | 1911 | 1921  | 1926  | 1931  | 1936  | 1946  | 1954  |
| ---- | ---- | ---- | ----- | ----- | ----- | ----- | ----- | ----- |
| 744  | 703  | 867  | 1 002 | 1 157 | 1 420 | 1 293 | 1 098 | 1 483 |

| 1962  | 1968  | 1975  | 1982  | 1990  | 1999  | 2006  | 2011  | 2016  |
| ----- | ----- | ----- | ----- | ----- | ----- | ----- | ----- | ----- |
| 1 965 | 2 655 | 3 908 | 4 820 | 5 434 | 5 764 | 5 502 | 5 245 | 5 781 |

| 2021  | 2022  | - | - | - | - | - | - | - |
| ----- | ----- | - | - | - | - | - | - | - |
| 5 920 | 5 868 | - | - | - | - | - | - | - |

#### Pyramide des âges
En 2018, le taux de personnes d'un âge inférieur à 30 ans s'élève à 37,0 %, soit en dessous de la moyenne départementale (38,0 %). À l'inverse, le taux de personnes d'âge supérieur à 60 ans est de 23,2 % la même année, alors qu'il est de 21,7 % au niveau départemental.
En 2018, la commune comptait 2 885 hommes pour 2 973 femmes, soit un taux de 50,75 % de femmes, légèrement inférieur au taux départemental (51,32 %).
Les pyramides des âges de la commune et du département s'établissent comme suit.
| Hommes | Classe d’âge | Femmes |
| ------ | ------------ | ------ |
| 0,5    | 90 ou +      | 1,0    |
| 5,9    | 75-89 ans    | 7,4    |
| 15,2   | 60-74 ans    | 16,4   |
| 19,5   | 45-59 ans    | 21,0   |
| 19,8   | 30-44 ans    | 19,2   |
| 17,9   | 15-29 ans    | 17,6   |
| 21,2   | 0-14 ans     | 17,4   |

| Hommes | Classe d’âge | Femmes |
| ------ | ------------ | ------ |
| 0,6    | 90 ou +      | 1,4    |
| 6      | 75-89 ans    | 7,8    |
| 13,5   | 60-74 ans    | 14,8   |
| 20,7   | 45-59 ans    | 20,1   |
| 19,6   | 30-44 ans    | 19,9   |
| 18,5   | 15-29 ans    | 16,8   |
| 21,2   | 0-14 ans     | 19,2   |

### Manifestations culturelles et festivités
- Un festival de bandes dessinées s'y tient depuis 1994[réf. nécessaire].

### Sports et loisirs
L'AOBuc est l'association sportive de la ville. Elle propose football, floorball, tennis, tir, remise en forme, danse.
Le club compte parmi ses adhérents des champions de rameur en salle au niveau national et européen.
Le club de floorball évolue en 3e division nationale depuis la saison 2017-2018.

## Économie
Environ 250 entreprises[Quand ?] sont installées à Buc.
La commune abrite le lycée franco-allemand de Buc, ainsi que l'institut régional du travail social Buc Ressources.
En 2010, le revenu fiscal médian par ménage était de 54 411 €.

## Culture locale et patrimoine

### Lieux et monuments

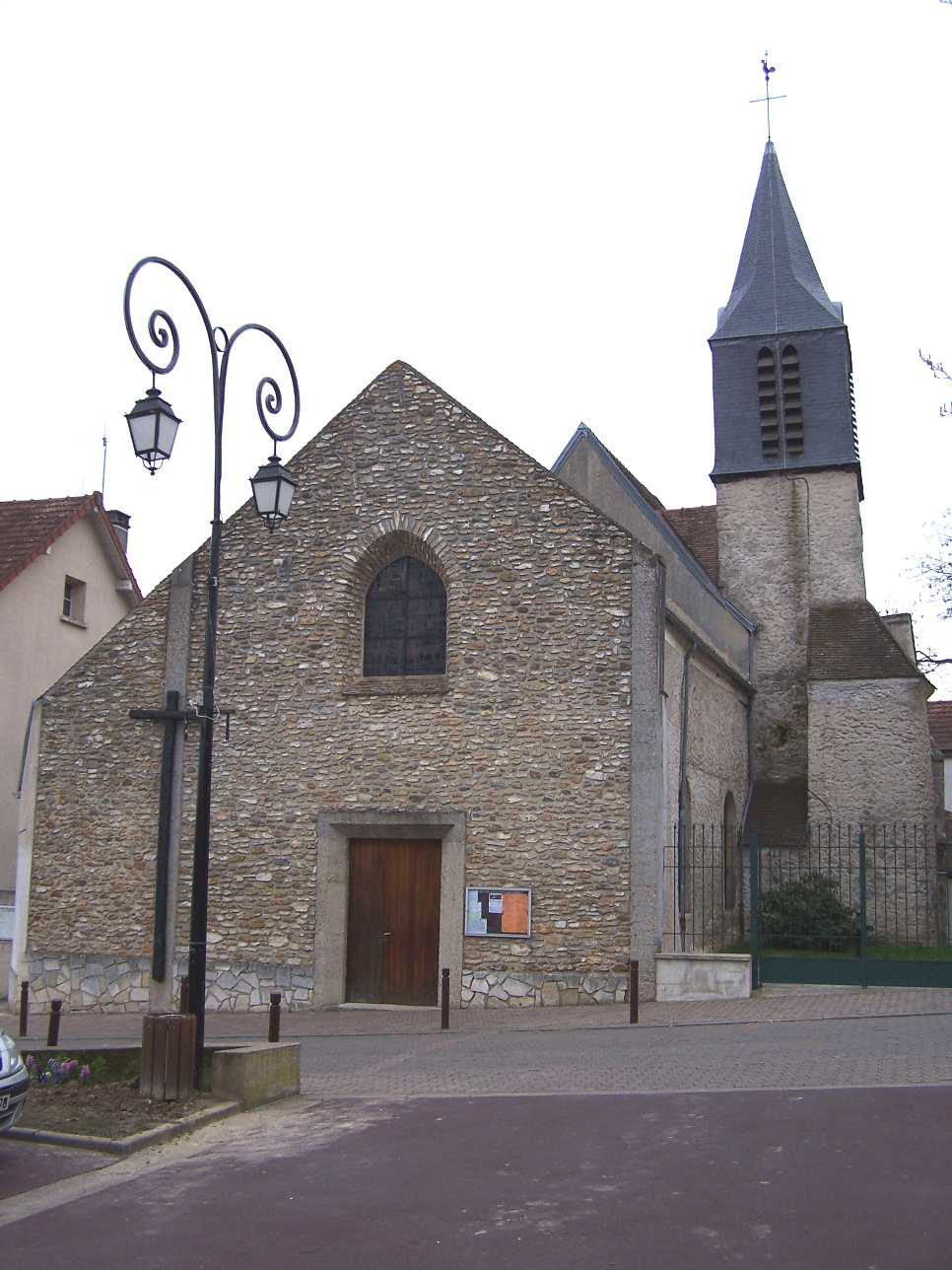
L'église Saint-Jean-Baptiste.

- Église Saint-Jean-Baptiste : église construite en pierre meulière à partir du XIIe siècle, agrandie en 1994. La nef est de style gothique, le clocher de style roman. Dans le clocher, la cloche, fondue et bénie en 1775 et baptisée Louise Auguste Adélaïde par son parrain Louis XVI, est classée monument historique.
- Aqueduc de Buc : construit par Louvois en 1686 pour alimenter le parc du château de Versailles à partir des étangs de Saclay, il comporte 19 arches en pierre meulière, hautes de 21 m, et mesure 580 m de long. Désaffecté, il fut classé monument historique en 1952.
- Château du Haut-Buc : le château ancien était inclus dans le grand parc de Versailles et servit à Louis XIV pour héberger l'un de ses enfants naturels, le comte de Toulouse et duc de Penthièvre, Louis-Alexandre de Bourbon qui emménagea ensuite au Pavillon des Eaux à Louveciennes. Il fut détruit en 1740 sur ordre de Louis XV. Le château actuel, propriété de la commune, a été construit sur l'emplacement vers 1864.
- Fort du Haut-Buc : il fait partie de la ceinture fortifiée de la capitale. Le fort est actuellement utilisé par les forces de l’ordre pour des entrainements.
- Le cœur de Louis Massotte : sur la digue du trou salé, un bas-relief en pierre en forme de cœur évoquant L'as de cœur des Établissements Louis Blériot marque le sol pour signaler l'endroit où le pilote Louis Massotte s'est écrasé le 15 juin 1937.
- La « Maison du Parc » : située dans le Haut-Buc en surplomb de la mairie et de l’église, cette maison de style Tricotel à l’instar du Wood Cottage situé au Vésinet[34] a appartenu au chimiste Edmond Frémy puis, au célèbre aviateur Louis Blériot.
- Dans le bois des Gonards près de l'aqueduc, le 1er chêne de Louis XIV, âgé probablement de plus de 500 ans, a survécu à la tempête de 1999. Il s'est écroulé de vieillesse dans la dernière semaine de l'année 2004. Le second chêne est toujours debout est visible sur le chemin menant à l'étang de la Geneste.

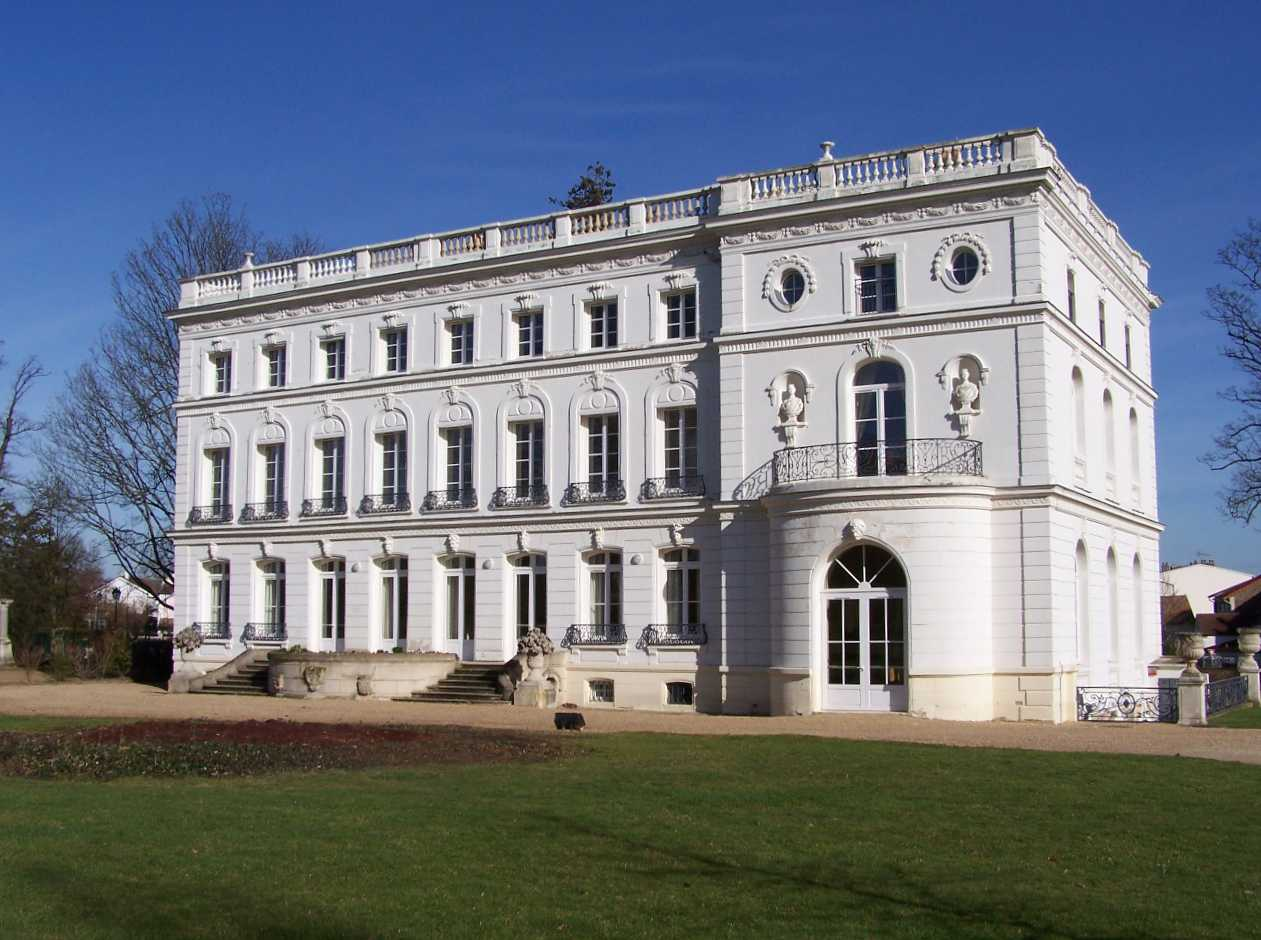
Le château du Haut-Buc, façade sud.
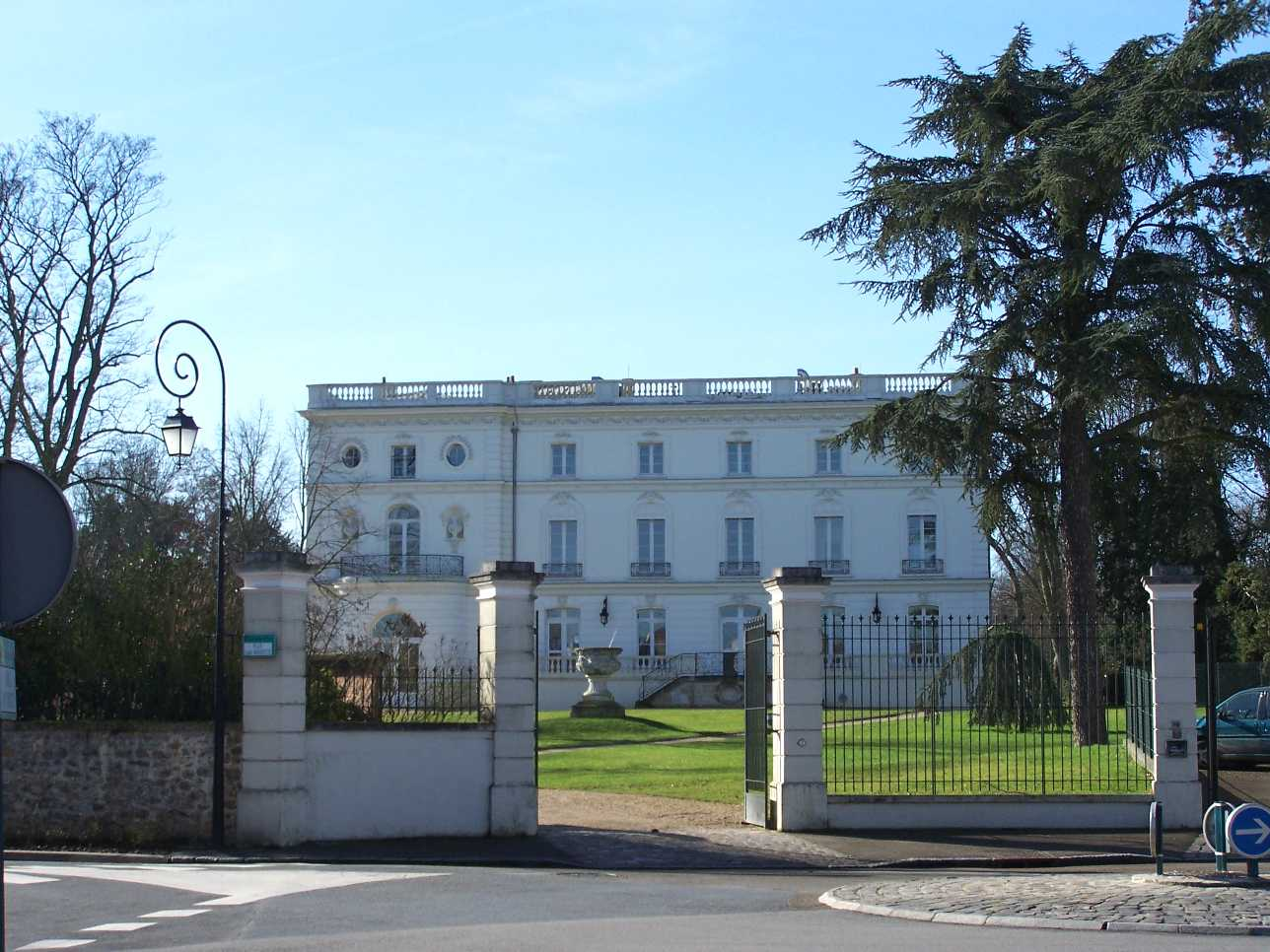
Château du Haut-Buc, façade nord.
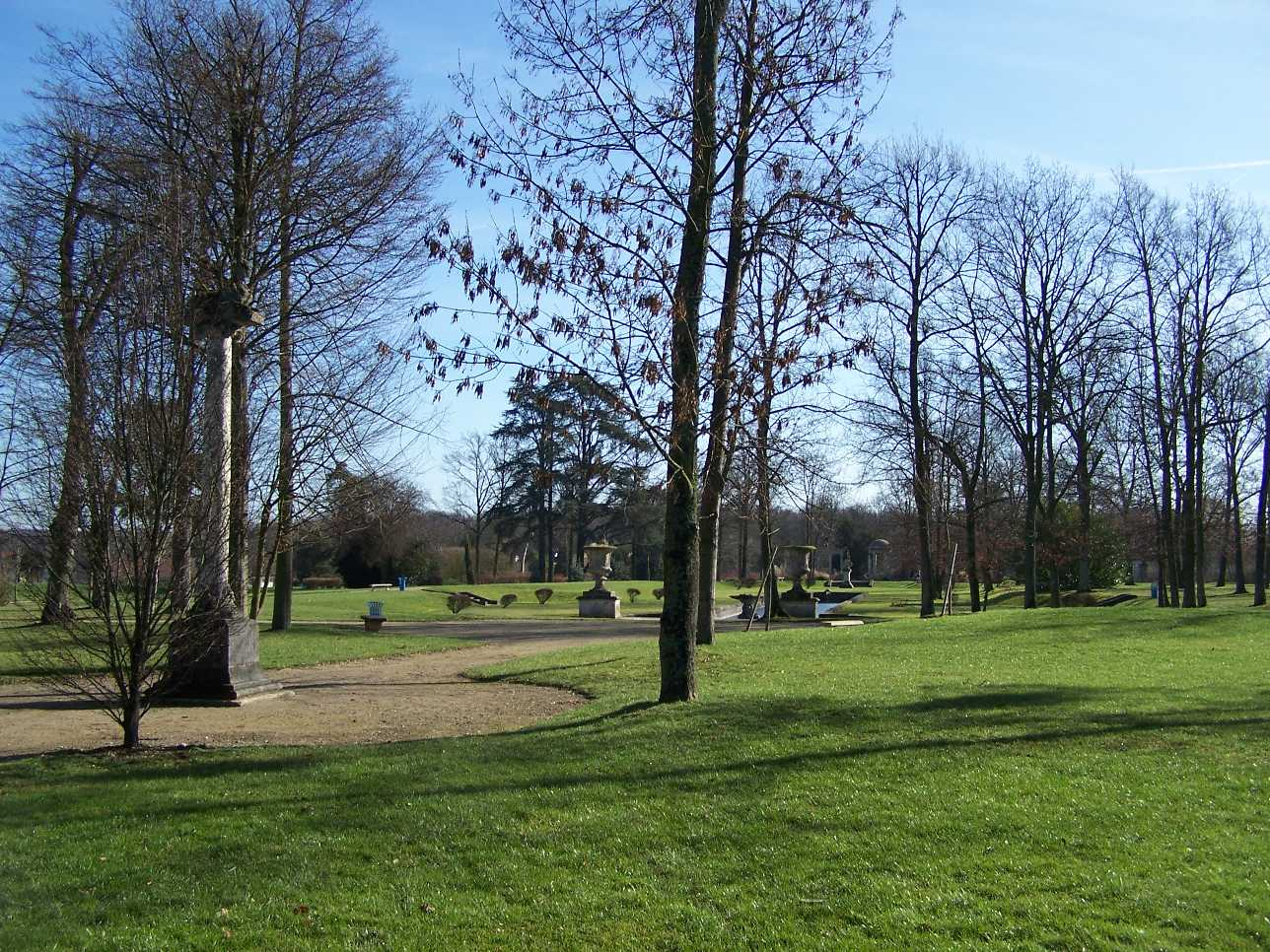
Vue du parc du château du Haut-Buc.
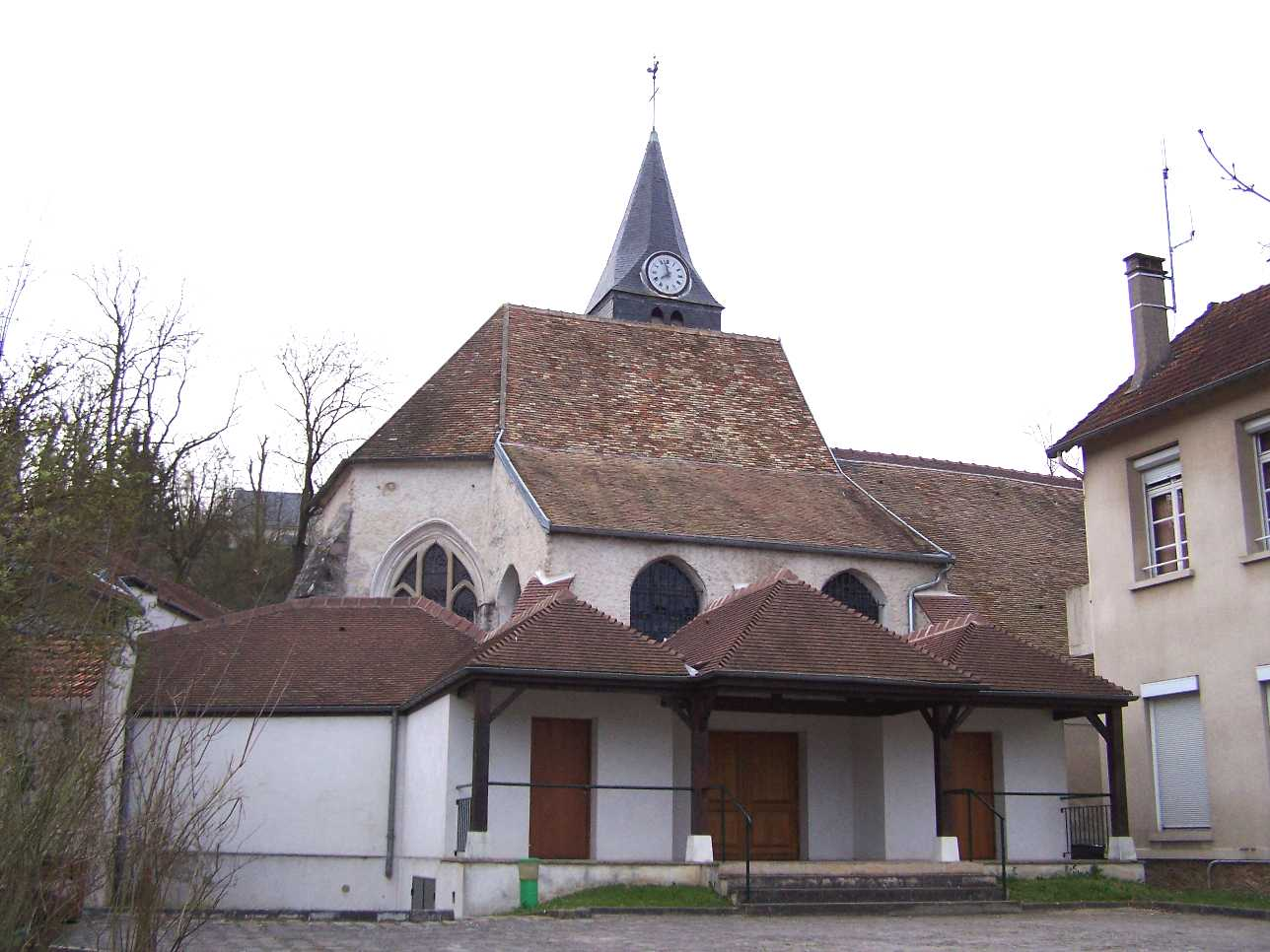
Église Saint-Jean-Baptiste, vue latérale.
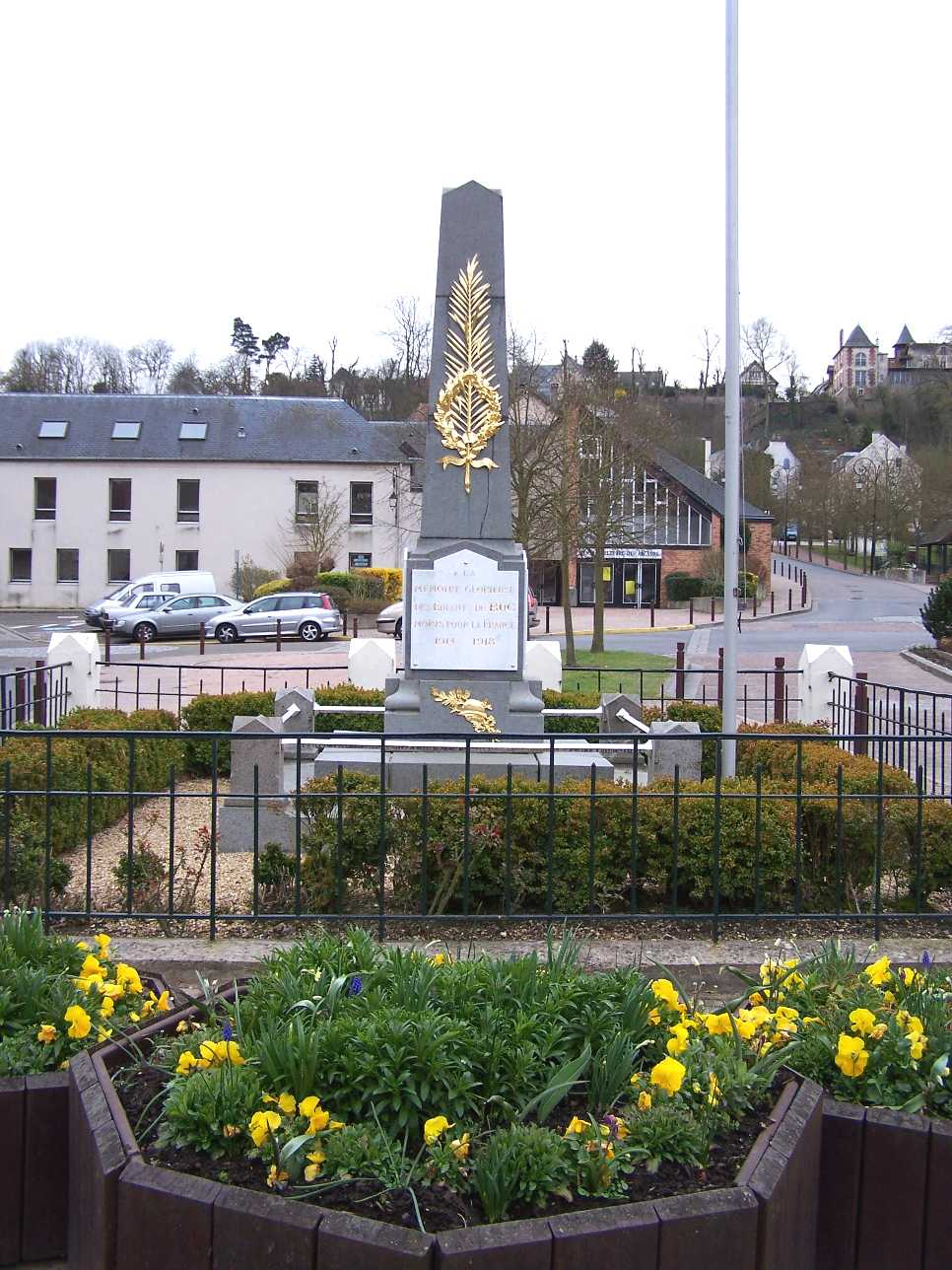
Monument aux morts de la Première Guerre mondiale.
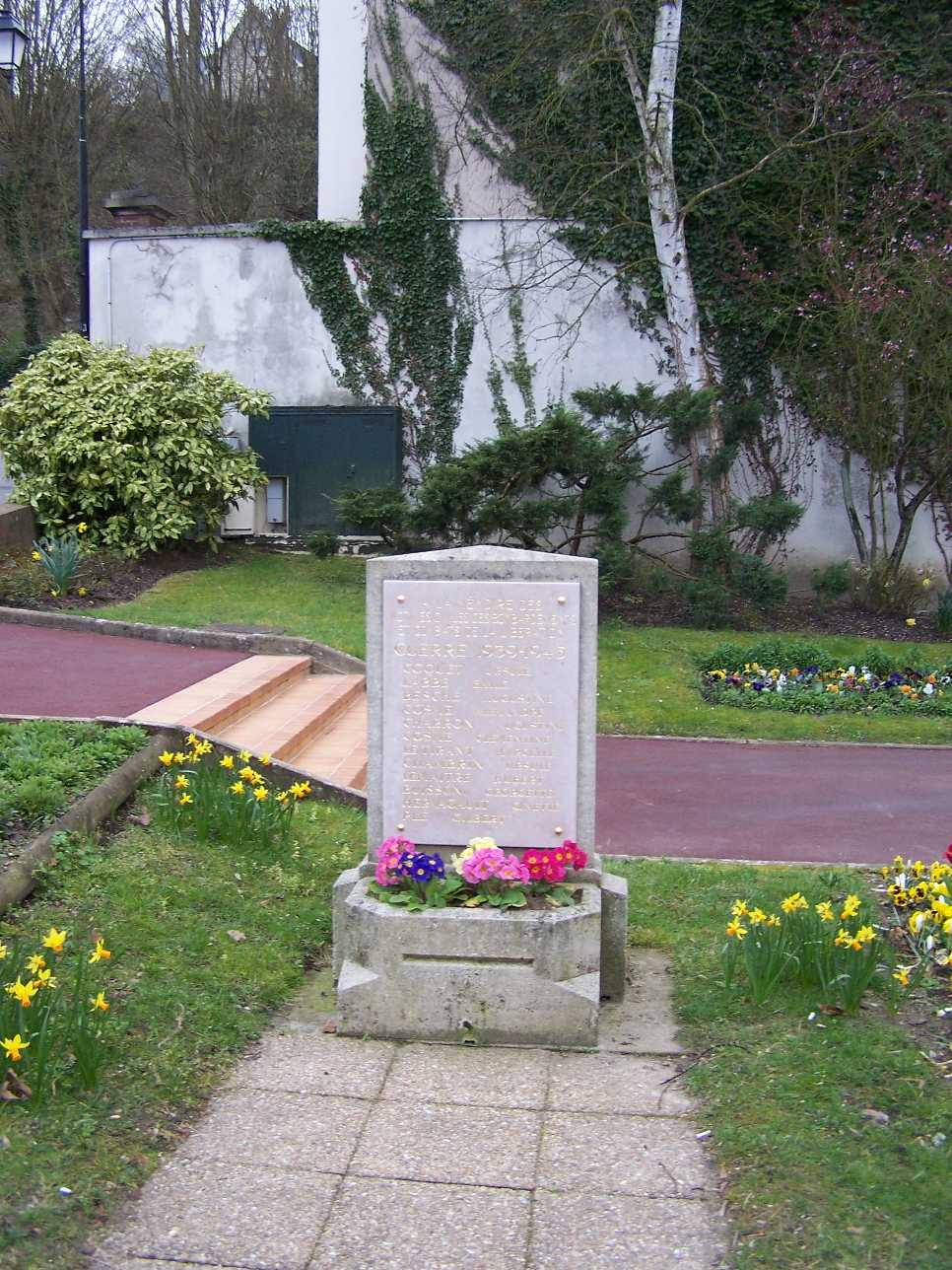
Monument aux morts de la Seconde Guerre mondiale.

### Buc dans les arts et la littérature
- L'album S.O.S. Météores (1959) d'Edgar P. Jacobs, une des aventures de Blake et Mortimer, se passe à Buc et dans ses environs.
- Buc est citée dans le poème de Victor Hugo : A Virgile

« Pour toi qui dans les bois fais, comme l'eau des cieux, Tomber de feuille en feuille un vers mystérieux, Pour toi dont la pensée emplit ma rêverie, J'ai trouvé, dans une ombre où rit l'herbe fleurie, Entre Buc et Meudon, dans un profond oubli, - Et quand je dis Meudon, suppose Tivoli ! - »

### Héraldique
| Blason de Buc | Blason  | Écartelé, au premier d’azur à une hélice posée en bande accompagnée à senestre d’une fleur de lys et à dextre d’un fer à cheval, le tout d'or, au deuxième de gueules à une quintefeuille de sinople, au troisième de gueules à un aqueduc à quatre arches d’argent maçonnées de sable et au quatrième d’argent à trois fasces ondées d’azur. |
| Blason de Buc | Détails | Le statut officiel du blason reste à déterminer. |